# Костянтинівська сільська рада (Олександрійський район)
| Костянтинівська сільська рада — колишній орган місцевого самоврядування у Олександрійському районі Кіровоградської області з адміністративним центром у с. Костянтинівка. Сільській раді були підпорядковані населені пункти: - с. Костянтинівка - с. Бутівське - с. Занфірівка |

## Склад ради
Рада складалася з 16 депутатів та голови.

### Керівний склад ради
| ПІБ                             | Основні відомості                                                 | Дата обрання | Дата звільнення |
| ------------------------------- | ----------------------------------------------------------------- | ------------ | --------------- |
| Морозов Олександр Олександрович | Сільський голова, 1955 року народження, освіта, безпартійний      | 26.03.2006   | 31.10.2010      |
| Морозов Олександр Олександрович | Сільський голова, 1955 року народження, освіта вища, безпартійний | 31.10.2010   | 25.10.2015      |

Примітка: таблиця складена за даними джерела

## Населення
Згідно з переписом УРСР 1989 року чисельність наявного населення сільської ради становила 649 осіб, з яких 278 чоловіків та 371 жінка.
За переписом населення України 2001 року в селі мешкало 1040 осіб.

### Мова
Розподіл населення за рідною мовою за даними перепису 2001 року:
| Мова       | Відсоток |
| ---------- | -------- |
| українська | 93,23 %  |
| російська  | 4,96 %   |
| угорська   | 0,76 %   |
| молдовська | 0,57 %   |
| білоруська | 0,38 %   |
| вірменська | 0,10 %   |